# Masvingo
Cet article concerne la ville. Pour la province, voir Masvingo (province).
Masvingo (anciennement Fort Victoria) est une ville du Zimbabwe et la capitale de la province de Masvingo. Elle est située à 252 km (292 km par la route) au sud d'Harare. Sa population s'élevait à 58 000 habitants en 2002.
Masvingo est la ville la plus proche du Monument national du Grand Zimbabwe, qui a donné son nom au pays, ainsi que du lac Kyle (lac Mutirikwe) et du Lake Kyle Recreational Park. 

## Histoire

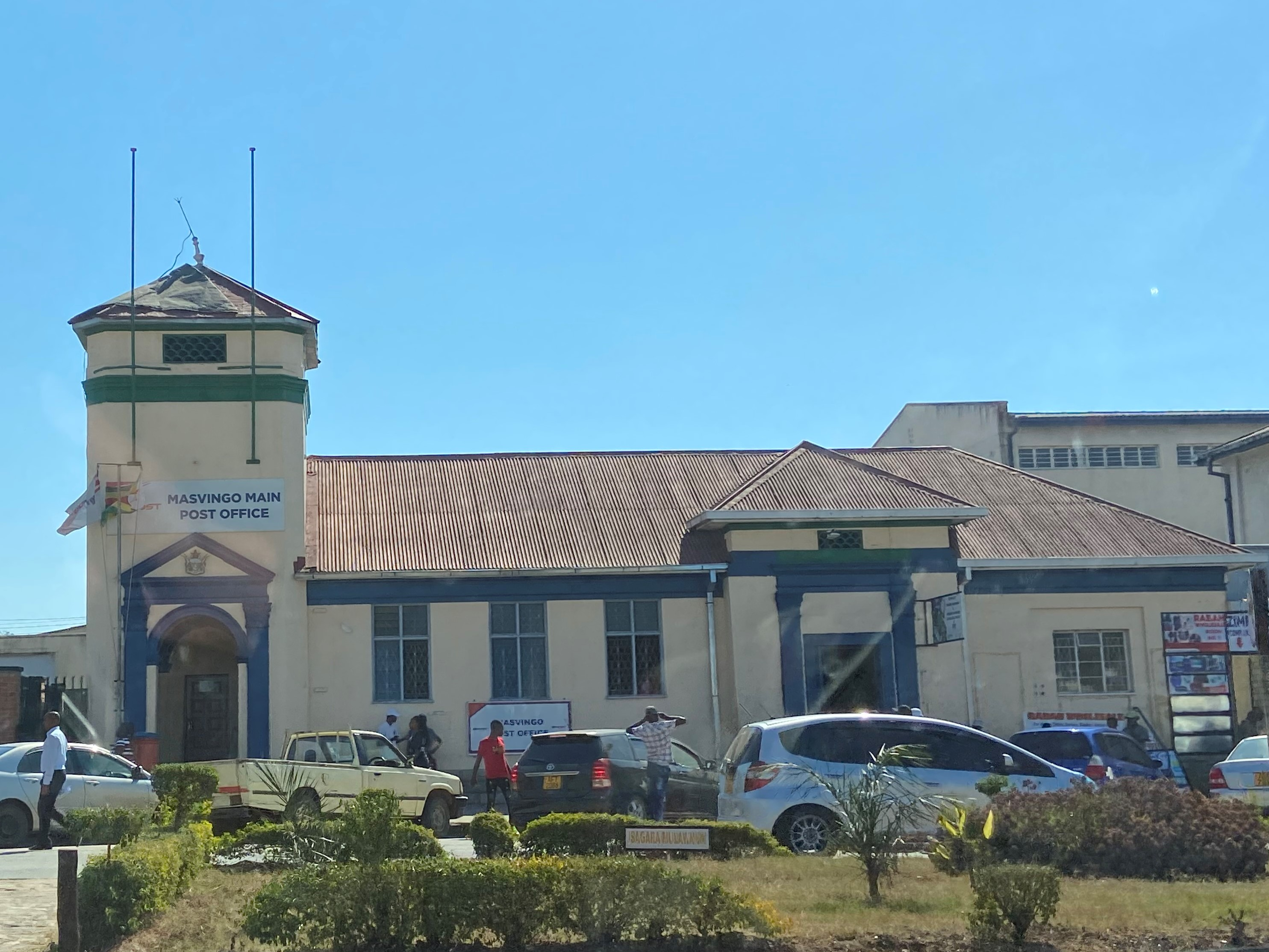
Masvingo, la poste principale bordant l'ancienne Allan Wilson street

La ville est la plus ancienne colonie de peuplement européen du Zimbabwe. Elle s'est développée sous le nom de Fort Victoria à partir du camp établi en 1890 par la « Pioneer Column » de Cecil Rhodes en route pour Salisbury. Le monument national de l'Old Fort situé dans le centre de la ville fut bâti en 1891. Il faisait partie d'une série de fortifications destinée à protéger la route de Salisbury, au sud. Le tout premier match de cricket au Zimbabwe aurait été joué à proximité, en 1890.
En 1982, Fort Victoria fut rebaptisée brièvement Nyanda avant de prendre le nom de Masvingo car Nyanda était une mauvaise traduction d'un dialecte local.

## Population
La majorité de la population appartient à l'ethnie Shona.
| 1960  | 1970   | 1979   | 1982   | 1992   | 2002   | 2008    |
| ----- | ------ | ------ | ------ | ------ | ------ | ------- |
| 1 900 | 15 000 | 24 000 | 30 523 | 51 743 | 69 993 | 100 000 |

## Religion
Masvingo est le siège d'un évêché catholique créé le 9 février 1999.

### Odonymie
En 1983, le gouvernement zimbabwéen a adopté par une loi le changement de noms des principales villes du Zimbabwe, de ses municipalités, de ses villages et de plusieurs autres lieux géographiques (collines, rivières, barrages etc.). Il a aussi décidé des nouveaux noms de leurs rues, de leurs parcs, de leurs écoles et de leurs bâtiments. 
| Noms d'origine      | Noms adoptés en 1983    |
| ------------------- | ----------------------- |
| Allan Wilson street | Robert Mugabe Street    |
| Brown Avenue        | Rekayi Tangwena avenue  |
| Colquhoun Street    | Herbert Chitepo Street  |
| Dillion Avenue      | Leopold Takawira Street |
| Fitzgerald Avenue   | Josiah Tongogara Avenue |
| McLeod Avenue       | George Silundika Avenue |
| Thompson Avenue     | Simon Mazorodze Avenue  |